# Nenax cinerea
Nenax cinerea är en måreväxtart som först beskrevs av Carl Peter Thunberg, och fick sitt nu gällande namn av Christian Puff. Nenax cinerea ingår i släktet Nenax och familjen måreväxter. Inga underarter finns listade i Catalogue of Life.